# Laura Fry
Laura Barbara Mansell Fry (Totnes, 13 de enero de 1967-Cottingham, 26 de septiembre de 2012) fue una jinete británica que compitió en la modalidad de doma. Su hija Charlotte compite en el mismo deporte.
Ganó una medalla de plata en el Campeonato Europeo de Doma de 1993, en la prueba por equipos. Participó en los Juegos Olímpicos de Barcelona 1992, ocupando el séptimo lugar en la misma prueba.
Falleció a los 45 años a causa de un cáncer de mama.

## Palmarés internacional
| Campeonato Europeo | Campeonato Europeo | Campeonato Europeo | Campeonato Europeo |
| Año                | Lugar              | Medalla            | Categoría          |
| ------------------ | ------------------ | ------------------ | ------------------ |
| 1993               | Lipica (Eslovenia) | Medalla de plata   | Por equipos        |